# Emil Wagner (Politiker)
Emil Karl Friedrich Moritz Wagner (* 16. Dezember 1807 in Bayreuth; † 11. Januar 1848 ebenda) war ein deutscher evangelisch-lutherischer Pfarrer und Mitglied der Bayerischen Ständeversammlung.

## Leben
Wagner wurde als Sohn eines Gymnasialprofessors geboren und besuchte das Gymnasium in Bayreuth. In Erlangen studierte er Evangelische Theologie. Während seines Studiums wurde er 1825 Mitglied der Alten Erlanger Burschenschaft. Nach seinem Examen wurde er Vikar an der evangelischen Kirche St. Matthäus in München und 1838 Stadtpfarrer an der Stadtkirche in Bayreuth. Für den Wahlkreis Oberfranken (Consitorium Bayreuth) wurde er 1845–1846 und 1847 Mitglied der Bayerischen Ständeversammlung, bis er sich 1847 beurlauben ließ.